# Campionati europei di atletica leggera 2012 - Salto triplo maschile

## Podio
| #       | Atleta           | Nazionalità | Misura |
| ------- | ---------------- | ----------- | ------ |
| Oro     | Fabrizio Donato  | Italia      | 17.63  |
| Argento | Sheryf El-Sheryf | Ucraina     | 17.28  |
| Bronzo  | Aliaksei Tsapik  | Bielorussia | 16.97  |

## Record
Prima di questa competizione, il record del mondo (RM), il record europeo (EU) ed il record dei campionati (RC) sono i seguenti:
| Record                | Prestazione | Atleta                       | Data                              | Competizione                                |
| --------------------- | ----------- | ---------------------------- | --------------------------------- | ------------------------------------------- |
| Record mondiale       | 18.29m      | Jonathan Edwards Regno Unito | 7 agosto 1995 Göteborg, Svezia    |                                             |
| Record europeo        | 18.29m      | Jonathan Edwards Regno Unito | 7 agosto 1995 Göteborg, Svezia    |                                             |
| Record dei campionati | 17.99m      | Jonathan Edwards Regno Unito | 23 agosto 1998 Budapest, Ungheria | Campionati europei di atletica leggera 1998 |

## Programma
| Data           | Ora   | Turno          |
| -------------- | ----- | -------------- |
| 28 giugno 2012 | 12:20 | Qualificazioni |
| 30 giugno 2012 | 19:05 | Finale         |

## Risultati

### Qualificazioni
Accedono alla finale gli atleti che ottengono la misura di 16.75m (Q) o le prime 12 migliori misure (q).
| Rank | Gruppo | Atleta             | Nazionalità | #1    | #2    | #3    | Risultato | Note  |
| ---- | ------ | ------------------ | ----------- | ----- | ----- | ----- | --------- | ----- |
| 1    | A      | Fabrizio Donato    | Italia      | 17.17 |       |       | 17.17     | Q     |
| 2    | B      | Karol Hoffmann     | Polonia     | 17.09 |       |       | 17.09     | Q, PB |
| 3    | B      | Aliaksei Tsapik    | Bielorussia | x     | 16.95 |       | 16.95     | Q     |
| 4    | A      | Sheryf El-Sheryf   | Ucraina     | 16.91 |       |       | 16.91     | Q     |
| 5    | B      | Momchil Karailiev  | Bulgaria    | 16.73 | 16.50 | –     | 16.73     | q     |
| 6    | A      | Yochai Halevi      | Israele     | 16.67 | 16.13 | 16.53 | 16.67     | q     |
| 7    | B      | Fabrizio Schembri  | Italia      | 16.49 | 16.58 | 16.29 | 16.58     | q     |
| 8    | B      | Zlatozar Atanasov  | Bulgaria    | x     | 15.98 | 16.58 | 16.58     | q     |
| 9    | B      | Andreas Pohle      | Germania    | x     | 14.15 | 16.54 | 16.54     | q     |
| 10   | A      | Dimitrios Tsiamis  | Grecia      | 16.55 | 15.75 | x     | 16.55     | q     |
| 11   | A      | Dzmitry Platnitski | Bielorussia | 15.70 | 16.47 | x     | 16.47     | q     |
| 12   | B      | Aleksej Fëdorov    | Russia      | 14.93 | x     | 16.43 | 16.43     | q     |
| 13   | B      | Fabian Florant     | Paesi Bassi | x     | x     | 16.35 | 16.35     | SB    |
| 14   | B      | Aleksi Tammentie   | Finlandia   | 16.23 | 16.32 | 16.15 | 16.32     | PB    |
| 15   | A      | Larry Achike       | Regno Unito | 15.77 | 16.25 | 16.13 | 16.25     |       |
| 16   | A      | Lisvany Pérez      | Spagna      | 15.79 | 16.24 | 16.12 | 16.24     |       |
| 17   | A      | Zacharias Arnos    | Cipro       | 16.23 | 16.02 | 16.02 | 16.23     |       |
| 18   | A      | Karl Taillepierre  | Francia     | 15.10 | 15.55 | 16.20 | 16.20     |       |
| 19   | A      | Marian Oprea       | Romania     | 16.17 | x     | x     | 16.17     |       |
| 20   | B      | Igor Sjunin        | Estonia     | 16.12 | x     | 16.24 | 16.24     |       |
| 21   | A      | Anders Møller      | Danimarca   | 15.98 | 13.23 | 15.60 | 15.98     | SB    |
| 22   | B      | Marcos Caldeira    | Portogallo  | 15.95 | x     | x     | 15.95     |       |
| 23   | B      | Daniele Greco      | Italia      | 15.90 | x     | x     | 15.90     |       |
| 24   | A      | Ruslan Samitov     | Russia      | 15.40 | 15.86 | 16.32 | 16.32     |       |
| 25   | A      | Rumen Dimitrov     | Bulgaria    | x     | 15.12 | 15.60 | 15.60     |       |
| 26   | B      | Vicente Docavo     | Spagna      | x     | x     | 14.28 | 14.28     |       |
|      | A      | Mantas Dilys       | Lituania    | x     | x     | x     | NM        |       |

### Finale
| Pos.    | Atleta             | Nazionalità | #1     | #2     | #3     | #4     | #5    | #6     | Risultato | Note |
| ------- | ------------------ | ----------- | ------ | ------ | ------ | ------ | ----- | ------ | --------- | ---- |
| Oro     | Fabrizio Donato    | Italia      | 17.63w | 17.53  | 17.49  | 17.17  | –     | 16.08  | 17.63w    | =EL  |
| Argento | Sheryf El-Sheryf   | Ucraina     | 17.28w | 16.99  | 16.94  | 16.57  | –     | –      | 17.28w    |      |
| Bronzo  | Aliaksei Tsapik    | Bielorussia | 16.18  | 16.97w | x      | 15.38  | 16.65 | 16.83w | 16.97w    |      |
| 4       | Aleksej Fëdorov    | Russia      | x      | 16.83  | x      | 16.72  | 16.68 | 16.79  | 16.83     | SB   |
| 5       | Momchil Karailiev  | Bulgaria    | x      | 16.77  | 16.68w | 16.61  | x     | x      | 16.77     |      |
| 6       | Karol Hoffmann     | Polonia     | 16.74  | 16.06  | x      | 16.71w | x     | 16.47  | 16.74     |      |
| 7       | Dzmitry Platnitski | Bielorussia | x      | x      | 16.56w | x      | 16.68 | 16.50  | 16.68     |      |
| 8       | Yochai Halevi      | Israele     | 16.24  | 16.25  | 16.62  | 16.19  | 16.62 | 16.67  | 16.67     |      |
| 9       | Dimitrios Tsiamis  | Grecia      | 16.52  | 16.19w | 16.44  |        |       |        | 16.52     |      |
| 10      | Fabrizio Schembri  | Italia      | 16.34  | x      | 16.40w |        |       |        | 16.40w    |      |
| 11      | Zlatozar Atanasov  | Bulgaria    | 15.74  | 16.03  | 16.39  |        |       |        | 16.39     |      |
| 12      | Andreas Pohle      | Germania    | x      | x      | 16.34  |        |       |        | 16.34     |      |

- Note: w = wind-assisted